# Amy MacDonaldová

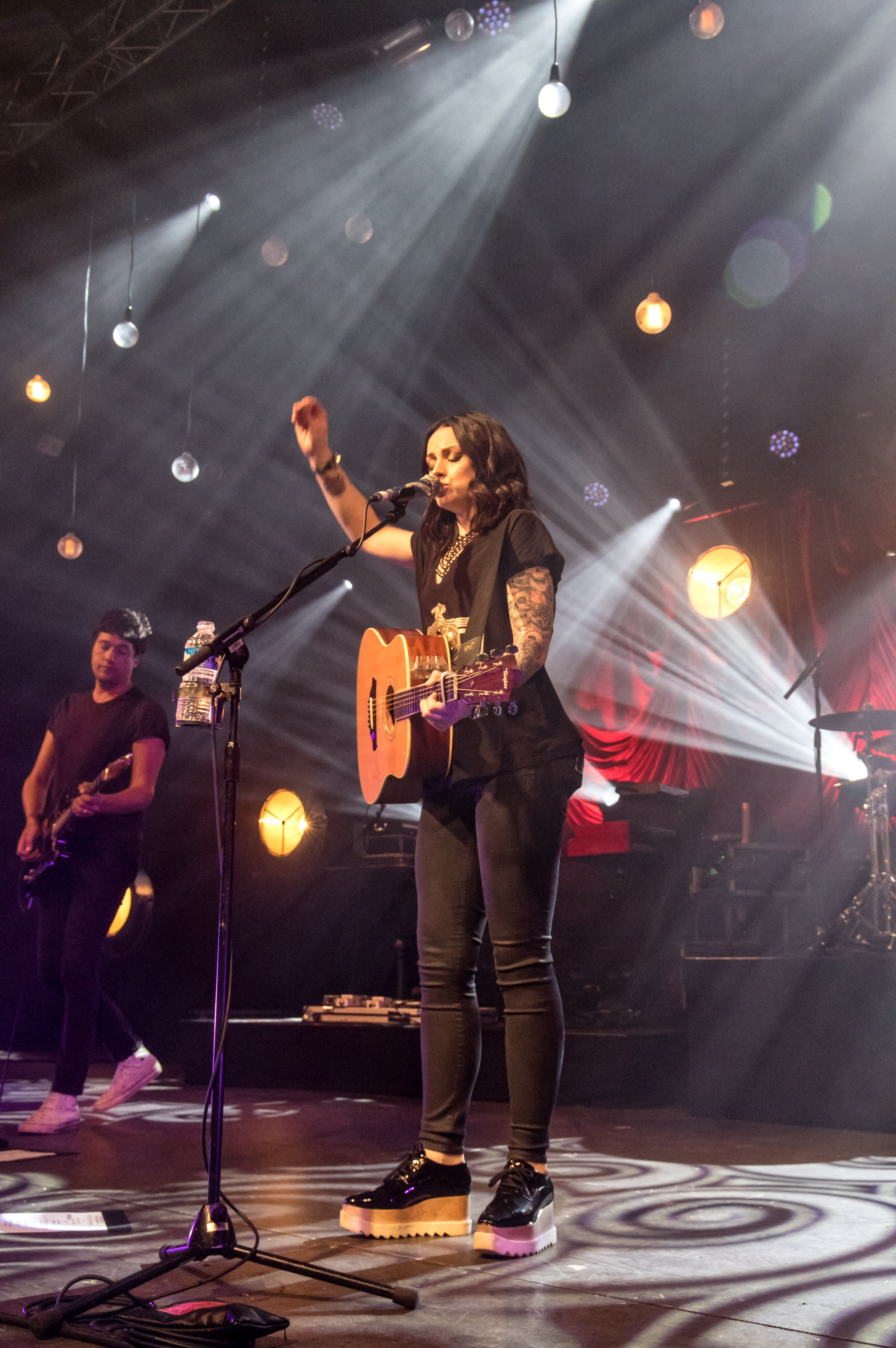
Amy MacDonald. Zelt-Musik-Festival 2017 Freiburg, Německo

Amy MacDonald (* 25. srpna 1987, Bishopbriggs, East Dunbartonshire) je skotská zpěvačka a textařka. Její debutové album, This Is the Life, bylo vydáno 30. července 2007 a prodalo se více než tři miliony kopií. Její první skladba, Poison Prince, vyšla 7. května 2007. Další vydané singly z prvního alba, Mr. Rock & Roll a This Is the Life, byly rovněž úspěšné, dosáhly UK Top 40 Singles charts a těšily se úspěchu v Evropě, obzvlášť v Německu. Písničky L.A. a Run se neumístily v žebříčku UK Top 40 Singles charts, ale v Evropě se staly hity.
Druhé album, A Curious Thing, vyšlo v březnu 2010. Pilotní singl Don't Tell Me That It's Over byl ve Velké Británii skromný hit, vyšplhavší se na 48. místo v UK Singles Charts, ale lepší v kontinentální Evropě, v německé hitparádě obsadil šesté místo a v belgické druhé místo. Druhé skladbě Spark se nezadařilo v britské hitparádě, úspěšnější byla v hitparádách kontinenatální Evropy. Singl This Pretty Face vyšel jako třetí a ve Spojeném království Velké Británie dosáhla 138. místa, v Německu 49. místa. Love, Love, čtvrtá skladba, se umístila v hitparádě na 183. pozici. Your Time Will Come byl pátým singlem a datum vydání se stanovil na 17. prosince 2010.

## Mládí
Amy MacDonald navštěvovala Bishopbriggs High School. Byla autodidaktickým hudebníkem hrajícím na otcovu kytaru po inspiraci skupinou Travis na Park Festivalu roku 2000, kde uslyšela jejich písničku Turn a chtěla ji sama zahrát. V patnácti letech začala hrát v hospodách a kavárnách okolo Glasgow, včetně Brunswick Cellars na Sauchiehall Street.

## Hudba
MacDonaldová poslala svoji demonahrávku v odpovědi na článek v NME umístěný novou produkční společností založenou textařem Petem Wilkinsonem a Sarah Erasmus.
V interview s HitQuarters Wilkinson řekl, že byl „doslova užaslý“ nad jejími textařskými schopnostmi, když poprvé uslyšel písně This Is the Life a Mr. Rock & Roll.[zdroj⁠?!] Pete Wilkinson poté strávil osm až devět měsíců nahráváním dem s Amy ve svém domácím studiu s představou zajistit nahrávku dohodnutím s jeho novým klientem. V roce 2007 podepsala smlouvu s Vertigem.

## This Is the Life (2007-2009)

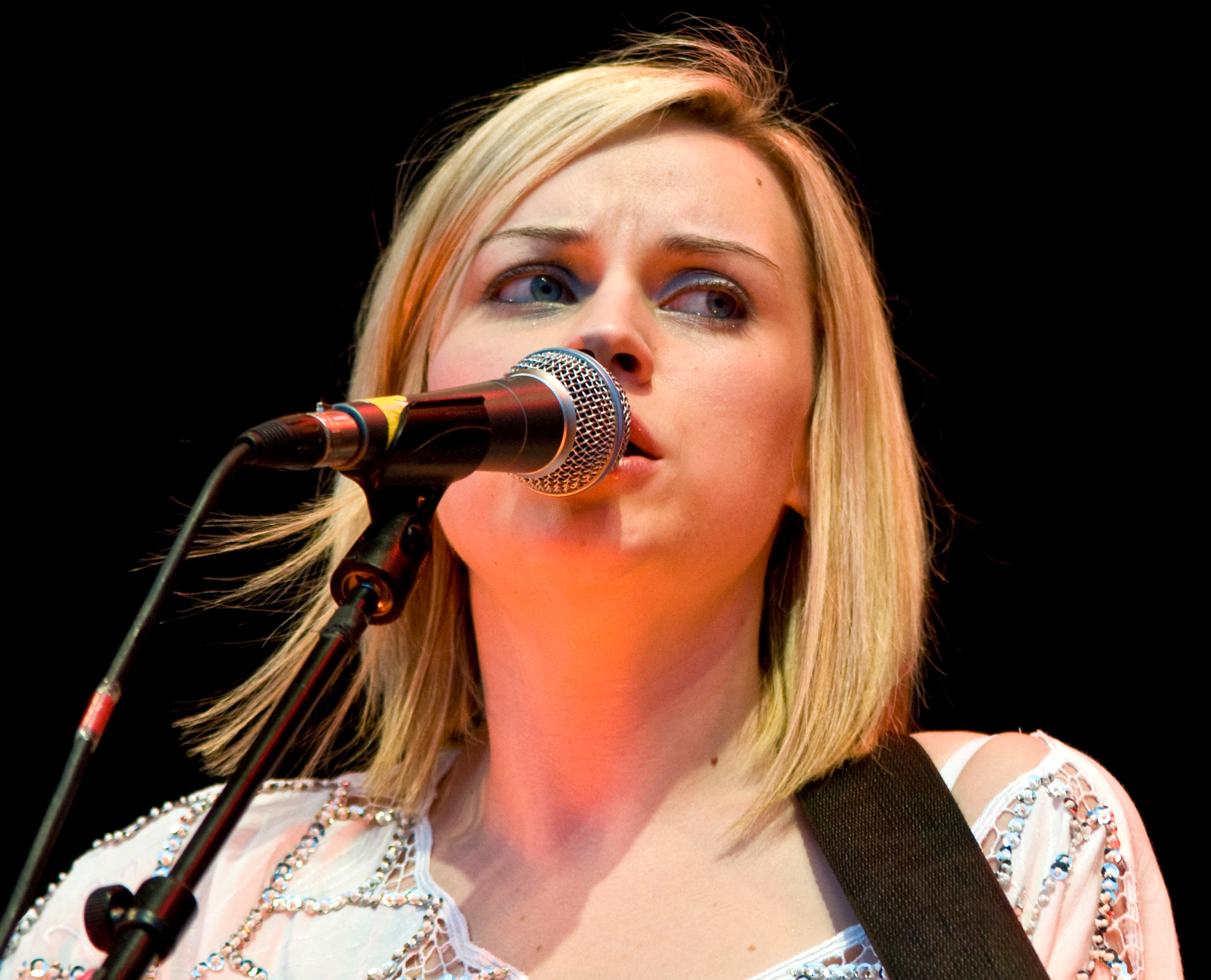
Amy Macdonald v roce 2009.

Roku 2007 vydala svůj debut This Is the Life. Prodaly se ho 3 miliony kopií a ve Velké Británii, Nizozemsku, Švýcarsku a Dánsku album dosáhlo na 1. místo.  První singl, Poison Prince, byl pouze v limitovaném vydání. V pořadí druhý singl s názvem Mr. Rock & Roll se stal jejím prvním singlem umístěným v hitparádě 40 nejlepších songů na 12. příčce ve Velké Británii. Ačkoliv další písnička, L.A., minula nejlepších 40, umístila se na 48. příčce, ale v domácí Scottish singles chart ovládla 5. pozici.
Čtvrtý a úspěšnější singl This Is the Life se ve Spojeném království umístil na 28. pozici, ale v evropských zemích na 1. místě. Píseň se stala platinovou v Německu a v Belgii a zlatou ve Španělsku a Švýcarsku. Run, pátý singl z alba This Is the Life, byl její druhý nejníže umístěný – 75. místo v UK, ačkoliv v Německu dosáhl 36. pozice. Šestá a poslední vydaná písnička Poison Prince se ve Spojeném království umístila na 148. pozici, což bylo pro Amy MacDonaldovou nejnižší umístění.
Singl Youth of Today byl vybrán jako první singl v programu „Free Single of the Week“ na Bebo/iTunes.
Účastnila se jako hudební host britských a zahraničních show zahrnující The Album Chart Show, Loose Women, The Sunday Night Project, Taratata a This Morning. Amy MacDonaldová taky vyhrála v kategorii nejlepšího nováčka cenu Silver Clef.

## A Curious Thing (2010–2011)
Na jaře 2009, v krátké přestávce svého koncertování, začala Amy psát písničky pro své druhé album. Dívajíc se na hudební nápady, zkoumala nejdříve své staré poznámky, na rozdíl od debutu, který se skládal především ze singlů, jež psala ihned. Mnoho ze songů bylo inspirováno jejím skutečným životem nebo jejími událostmi v každodenním životě.

## Diskografie

### Studiová alba
- 2007: This Is the Life
- 2010: A Curious Thing
- 2012: Life in a Beautiful Light
- 2017: Under Stars

### Extended Play
- 2007: Amy Macdonald
- 2007: Live from Glasgow
- 2008: This Is the Life: Deluxe Edition

## Ocenění
| Rok  | Cena                   | Kategorie                 | Výsledek |
| ---- | ---------------------- | ------------------------- | -------- |
| 2009 | Švýcarské hudební ceny | Nejlepší zahraniční album | vyhrála  |
| 2009 | Švýcarské hudební ceny | Nejlepší zahraniční píseň | vyhrála  |
| 2009 | Echo Awards            | Zahraniční objev roku     | vyhrála  |
| 2008 | Daily Record           | Skotská osobnost roku     | vyhrála  |
| 2007 | Silver Clef Award      | Objev roku                | vyhrála  |

## Osobní život
Amy se v roce 2008 zasnoubila s fotbalovým útočníkem Stevem Lovellem.